# Ганьцюань
Ганьцюа́нь (кит. упр. 甘泉, пиньинь Gānquán) — уезд городского округа Яньань провинции Шэньси (КНР).

## История
В эпоху Чжоу в этих места жили ди. В эпоху Вёсен и Осеней эти места вошли в состав царства Цзинь, а после того, как три семьи разделили Цзинь — оказалась в составе царства Вэй. Впоследствии царство Вэй было завоёвано царством Цинь, создавшим в итоге первую в истории Китая централизованную империю. В империи Цинь здесь был создан уезд Дяоинь (雕阴县). В 189 году эти места были захвачены гуннами, и надолго перешли под власть кочевников.
Во второй половине IV века эти места вошли в состав государства Ранняя Цинь, объединившего почти весь северный Китай, а затем — в состав государства Поздняя Цинь; в это время эти места входили в состав уезда Чанчэн (长城县). При империи Северная Вэй северо-западная часть этих земель вошла в 477 году в состав уезда Иньчэн (因城县), а в 484 году восточная часть современного уезда вошла в состав уезда Шичэн (石城县). При империи Западная Вэй в 554 году уезд Шичэн был переименован в Иньчэн (因城县), а Чанчэн — в Саньчуань (三川县).
При империи Суй в 607 году юго-восточная часть современного уезда вошла в состав уезда Лоцзяо (洛交县). При империи Тан в 618 году часть уезда Лоцзяо в районе крепости Фулу была выделена в уезд Фулу (伏陆县). В 619 году уезд Иньчэн был переименован в Цзиньчэн (金城县). В 742 году уезд Фулу был переименован в Ганьцюань, а Цзиньчэн — в Фучжэн (敷政县).
В 1115 году эта территория была захвачена чжурчжэнями, которые включили её в состав своей империи Цзинь. После монгольского завоевания в 1265 году к уеду Ганьцюань был присоединён уезд Линьчжэнь (临真县), а в 1269 году уезд Фучжэн был присоединён к уезду Аньсай (安塞县).
С 1934 года в этих местах появились войска коммунистов, которые начали создавать собственные органы управления.
В 1950 году был создан Специальный район Яньань (延安专区), и уезд вошёл в его состав. В 1958 году уезд Ганьцюань был присоединён к уезду Яньань, но в 1961 году был воссоздан. В 1969 году Специальный район Яньань был переименован в округ Яньань (延安地区). В 1996 году постановлением Госсовета КНР были расформированы округ Яньань и город Яньань, и образован городской округ Яньань.

## Административное деление
Уезд делится на 1 уличный комитет, 3 посёлка и 2 волости.